# Birtouta
Birtouta (tiếng Ả Rập: بئر توتة) là một đô thị thuộc tỉnh Alger, Algérie. Dân số thời điểm năm 2008 là 30,575 người.